# Jakubowo Lubińskie (przystanek kolejowy)
Jakubowo Lubińskie – nieczynny kolejowy przystanek osobowy w Jakubowie Lubińskim, w województwie dolnośląskim, w Polsce.